# Jean Finot
Pour les articles homonymes, voir Finot.
Jean Finot, né le 26 mai 1856, à Pińczów et mort le 25 avril 1922 à Paris 16e, est un journaliste, sociologue et auteur français. Il est connu pour son opposition aux théories racistes (ou racialistes), notamment par son ouvrage Le Préjugé des races, publié en 1905.

## Biographie
De son vrai nom Jean Finckelhaus,, il est issu d'une famille juive originaire de Pologne[réf. souhaitée].

### Un opposant radical aux théories racistes
Journaliste, directeur de la Revue des revues de 1892 à 1922 et sociologue, il est, souligne Claude Liauzu, l'un des rares intellectuels français du début du XXe siècle à s'opposer radicalement aux théories racistes à prétention scientifique et au darwinisme social qui sont alors soutenus en particulier par Vacher de Lapouge, Charles Richet, Gobineau ou Chamberlain.
En 1905, dans son ouvrage Le Préjugé des races, fondé sur le lamarckisme, il décrit la variabilité humaine comme continue et sans frontière et met en avant l'ampleur des métissages, disqualifiant la notion de race. Il s'oppose ainsi à « une sorte de pseudo-science » fondée sur « les différences de mesures du crâne, l'épaisseur ou la finesse des membres, la couleur des cheveux, etc. », aux « lois problématiques, aux faits non examinés, et aux généralisations injustifiables » et dénonce :

« Ces produits de l'imagination scientifique, accueillis d'une façon aveugle, sans la moindre critique, [qui] ont passé, en outre, dans les manuels d'histoire et de pédagogie. Aujourd'hui, sur 1 000 Européens instruits, 999 sont persuadés de l'authenticité de leurs origines aryennes […] Cela est devenu presque un axiome. À la suite de cette doctrine si profondément enracinée dans la conscience européenne, la sociologie, l'histoire, la politique et la littérature modernes n'ont cessé d'opposer les Aryens aux autres peuples sémitiques ou mongols. L'origine aryenne est devenue une sorte de source bienfaisante d'où découlent la haute mentalité de l'Europe et les vertus de ses principaux habitants... »

Il s'attaque aux théories du « racisme scientifique » qu'il accuse de se présenter comme des dogmes pour le salut et des « guides infaillibles pour l'humanité ». Il devient ainsi une figure de proue de ce qu'on a appelé « la révolte scientifique contre le racisme », « pseudo-science suggérée comme fondement objectif de l'inégalité entre les hommes » dont il s'efforce de démonter les fondements scientifiques.
Avec sa traduction en anglais en 1906, Le Préjugé des races fait connaître aux spécialises anglophones les débats français du début du siècle sur la théorie des races. Il est encore à la fin du XXe siècle, selon Pierre-André Taguieff, « une référence usuelle dans la littérature savante sur le racisme. »
Jean Finot est également l'un des organisateurs du premier Congrès universel des races qui se tient à Londres en 1911.

### Un militant de la lutte contre l'alcoolisme
Il préside la société de lutte contre l'alcoolisme « L'Alarme » et publie plusieurs brochures particulièrement offensives à ce sujet.

## Œuvres
- Français et Anglais devant l'anarchie européenne, Paris, V. Giard et E. Brière, 1904, 66 p.
- La Philosophie de la longévité, Paris, Felix Alcan, 1906, 368 p.
- Le Préjugé des races, Paris, L'alarme, 1906
- La Science du bonheur, Paris, F. Juven, 1909
- L'Union sacrée contre l'alcoolisme, Paris, L'Alarme, 1910, 227 p.
- La Charte de la femme… suivie d'une enquête sur le vote politique des femmes en France, Paris, Publications de l'union française pour le suffrage des femmes, Paris, 1910
- L'Agonie et la Mort des races, Paris, La Revue, 1911, 141 p.
- Préjugé et Problème des sexes, Paris, F. Alcan, 1912, 524 p.
- Progrès et Bonheur, Paris, F. Alcan, 1914, 662 p.
- Civilisés contre Allemands (la grande croisade), Paris, Ernest Flammarion, 1915, 343 p.
- Le Roi-alcol, Paris, 1915, L'alarme, 70 p.
- Saints, initiés et possédés modernes, Paris, E. Fasquelle, 1918, 345 p.
- L'Agonie et la Naissance d'un monde, Paris, Ernest Flammarion, 1918, 291 p.
- Prolongeons la vie !, Figuière, 1920, 120 p.
- L'Atelier des gens heureux, Paris, La Revue Mondiale, 1922, 211 p.
- Sa Majesté l'Alcool, Paris, Plon-Nourrit, 1922, 86 p.

## Hommages
- L'Académie des sciences morales et politiques remet tous les deux ans un Prix Jean-Finot[16].
- Il y a une rue Jean-Finot à Andilly, ville où a habité Jean Finot[17] et dont son fils fut maire[17].
- Il est fait Chevalier (1896) puis Officier de la Légion d'honneur[3] par décret du 7 février 1906.